# St. Kathrein am Hauenstein
St. Kathrein am Hauenstein ist eine steirische Gemeinde mit 606 Einwohnern (Stand 1. Jänner 2024) im Bezirk Weiz. Das Gemeindegebiet umfasst eine Fläche von 19,25 km².

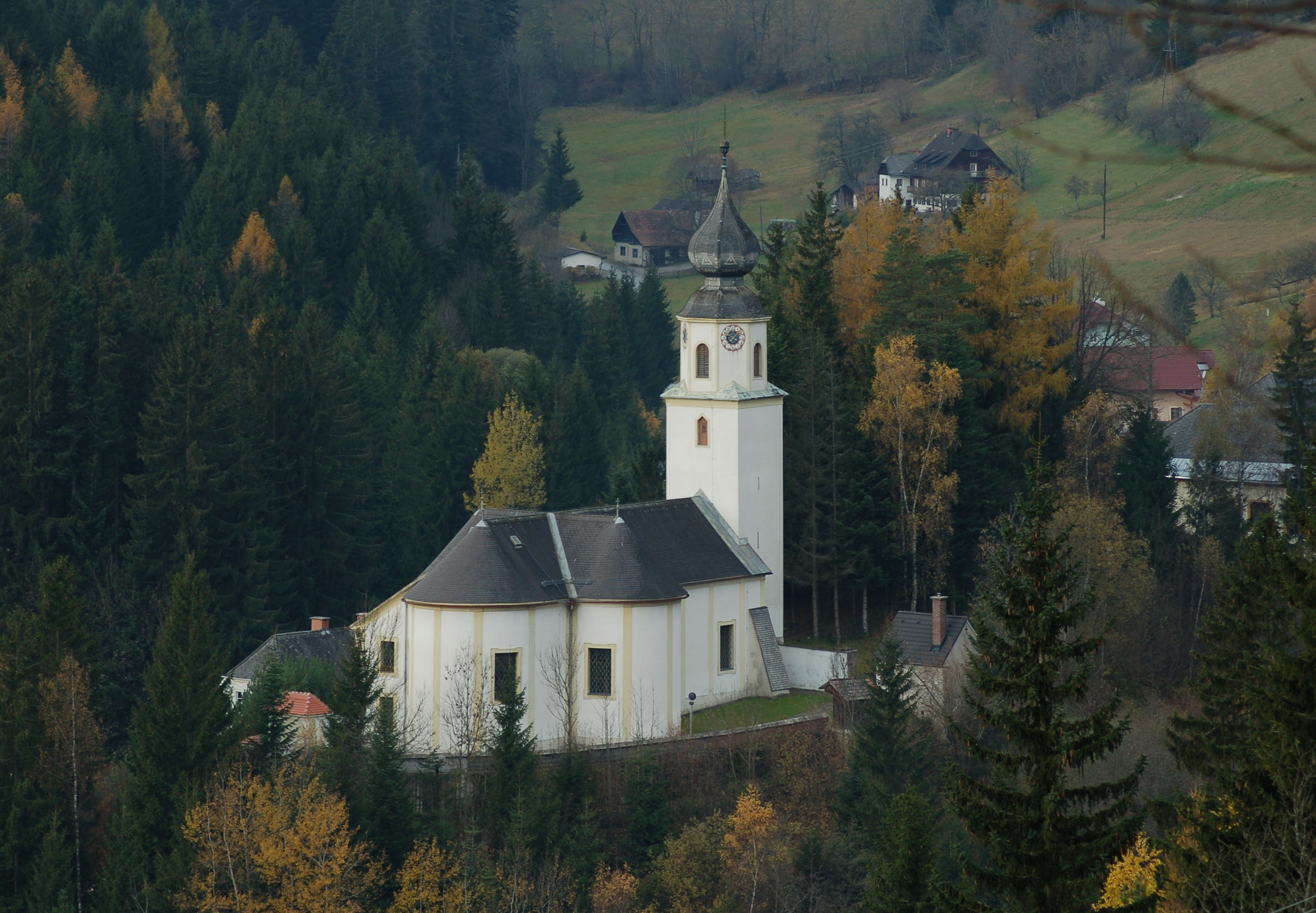
Pfarrkirche St. Kathrein am Hauenstein

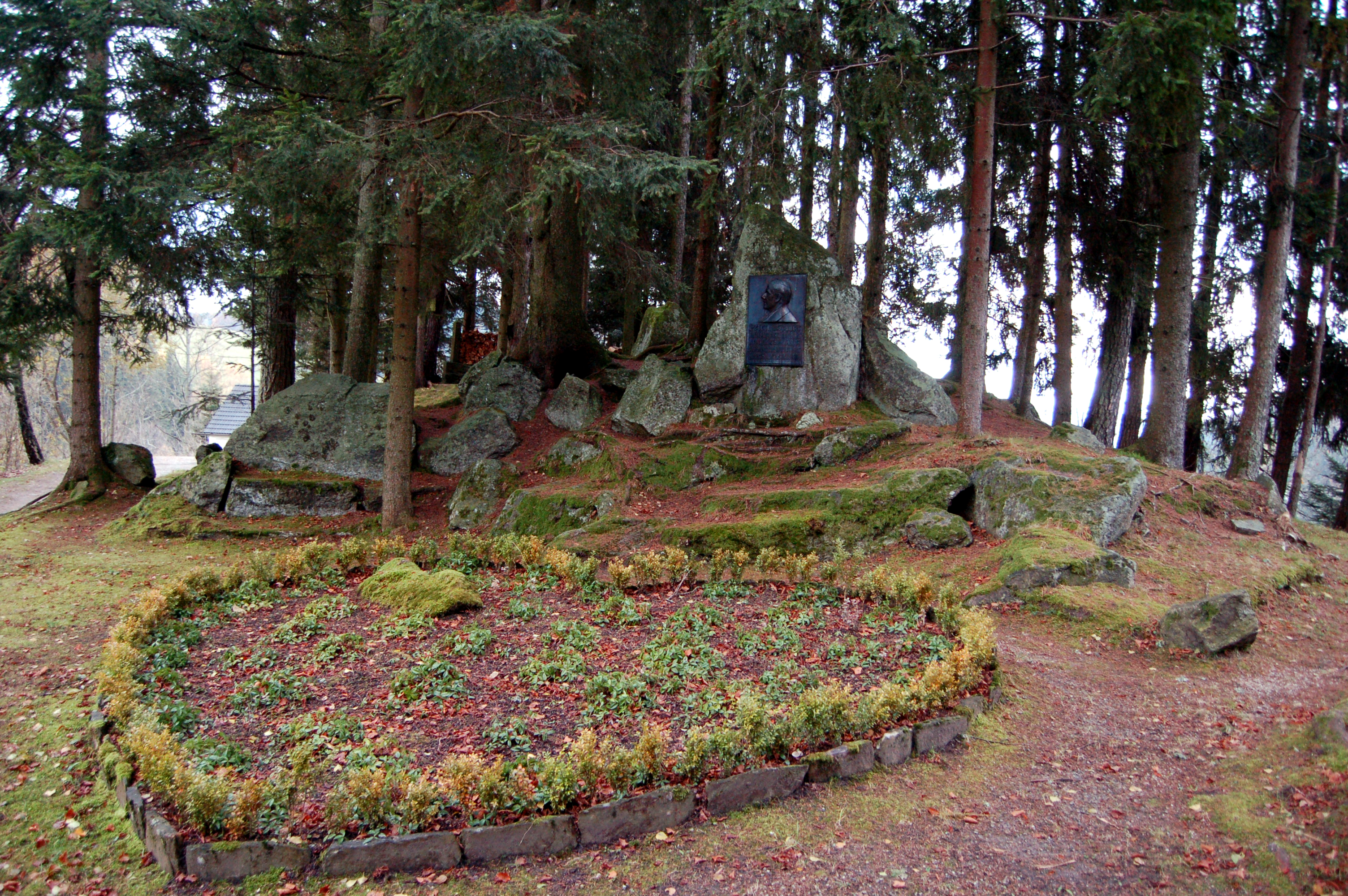
Das Rosegger-Denkmal

## Geografie
Die Gemeinde liegt im Tal des Hirschbaches, eines Zuflusses zur Feistritz, in den Fischbacher Alpen und gehört zu Peter Roseggers Waldheimat.
Die Fläche beträgt 19,25 Quadratkilometer. Davon sind 40 Prozent landwirtschaftliche Nutzfläche, 55 Prozent sind bewaldet.

### Gemeindegliederung
Das Gemeindegebiet umfasst zwei Katastralgemeinden und gliedert sich in zwei gleichnamige Ortschaften (Einwohner Stand 1. Jänner 2024):
- Landau (703,43 ha; 105 Ew.)
- St. Kathrein am Hauenstein (1.221,89 ha; 501 Ew.)

### Nachbargemeinden
| Krieglach (BM) |                                             | Langenwang (BM) |
|                | Kompassrose, die auf Nachbargemeinden zeigt | Ratten          |
| Fischbach      |                                             |                 |

## Geschichte
Der Name Hauenstein leitet sich vermutlich von Hugostein ab, einem Adeligen Hugo, der vor 1200 einen befestigten Wohnsitz anlegte. In dieser Zeit ist auch ein „Hausteiner Hof mit Kirche“ beurkundet. Dabei dürfte es sich um die Burgkapelle gehandelt haben. Die Burg war im 15. Jahrhundert bereits verlassen und verfiel. In dieser Zeit entwickelte sich das Dorf St. Kathrein am Hauenstein am Fuß des Burgberges. Im Jahr 1545 wird die „Filialkirche St. Katharina am Hirschbach“ urkundlich erwähnt. Sie gehörte zur Pfarre Ratten. Die Kirche wurde 1712 erweitert und erhielt damit das heutige Aussehen. Zur Pfarre erhoben wurde St. Kathrein 1892. Bei einem Brand wurden 1904 mehrere Häuser und auch die Kirche schwer beschädigt. Durch einen Spendenaufruf von Peter Rosegger konnte die Kirche restauriert werden.
Die Anfänge des Kohlebergbaues Ratten-St.Kathrein reichen in das 18. Jahrhundert zurück. Eine sechzehn Kilometer lange Materialseilbahn transportierte ab 1923 die Braunkohle nach Hönigsberg im Mürztal. 1960 wurde der Kohleabbau eingestellt.

### Religionen
Die Einwohner St. Kathreins waren 2001 zu 98,2 % römisch-katholisch; 0,3 % evangelisch. Andere Religionen waren nicht vertreten, ohne religiöses Bekenntnis waren 1,3 %.

### Bevölkerungsentwicklung

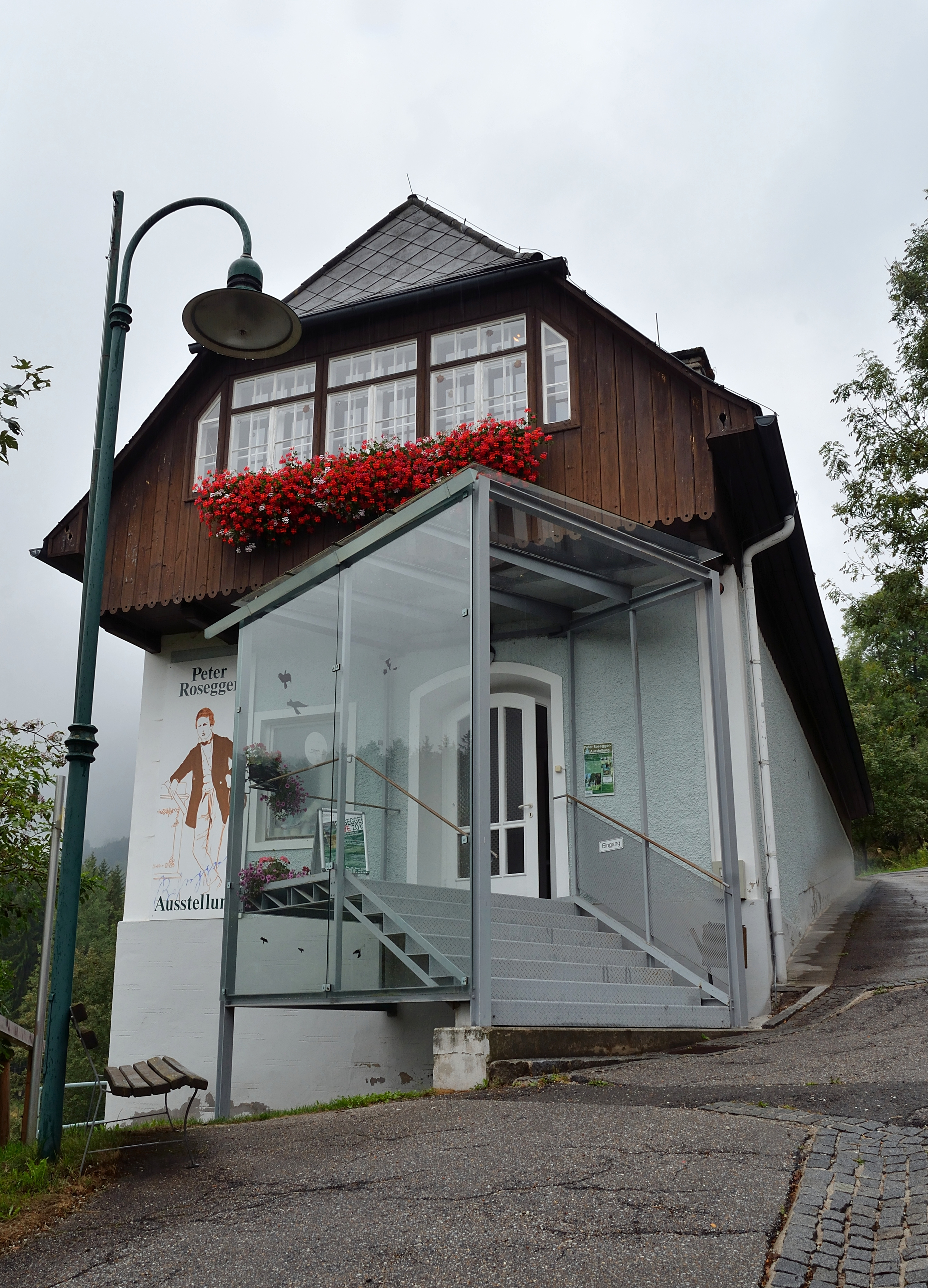
Kulturhaus

Die Bevölkerungsentwicklung spiegelt die wirtschaftlichen Verhältnisse wider (siehe auch weiter unten: Wirtschaft und Infrastruktur): Der Bergbau brachte in der ersten Hälfte des 20. Jahrhunderts starken Zuzug in die abgelegene Gegend, in der zuvor lediglich Land- und Forstwirtschaft Erwerbsmöglichkeiten geboten hatten, wodurch sich die Bevölkerung mehr als verdoppelte. Umgekehrt führte die Stilllegung des Bergbaus zu einem markanten und bis heute nicht gestoppten Rückgang der Einwohnerzahl durch Abwanderung.
| St. Kathrein am Hauenstein: Einwohnerzahlen von 1869 bis 2024 | St. Kathrein am Hauenstein: Einwohnerzahlen von 1869 bis 2024 | St. Kathrein am Hauenstein: Einwohnerzahlen von 1869 bis 2024 | St. Kathrein am Hauenstein: Einwohnerzahlen von 1869 bis 2024 | St. Kathrein am Hauenstein: Einwohnerzahlen von 1869 bis 2024 |
| ------------------------------------------------------------- | ------------------------------------------------------------- | ------------------------------------------------------------- | ------------------------------------------------------------- | ------------------------------------------------------------- |
| Jahr                                                          |                                                               |                                                               |                                                               | Einwohner                                                     |
| 1869                                                          | 1869                                                          |                                                               | 490                                                           | 490                                                           |
| 1880                                                          | 1880                                                          |                                                               | 458                                                           | 458                                                           |
| 1890                                                          | 1890                                                          |                                                               | 519                                                           | 519                                                           |
| 1900                                                          | 1900                                                          |                                                               | 573                                                           | 573                                                           |
| 1910                                                          | 1910                                                          |                                                               | 590                                                           | 590                                                           |
| 1923                                                          | 1923                                                          |                                                               | 617                                                           | 617                                                           |
| 1934                                                          | 1934                                                          |                                                               | 1.238                                                         | 1.238                                                         |
| 1939                                                          | 1939                                                          |                                                               | 1.222                                                         | 1.222                                                         |
| 1951                                                          | 1951                                                          |                                                               | 1.267                                                         | 1.267                                                         |
| 1961                                                          | 1961                                                          |                                                               | 1.171                                                         | 1.171                                                         |
| 1971                                                          | 1971                                                          |                                                               | 1.034                                                         | 1.034                                                         |
| 1981                                                          | 1981                                                          |                                                               | 820                                                           | 820                                                           |
| 1991                                                          | 1991                                                          |                                                               | 773                                                           | 773                                                           |
| 2001                                                          | 2001                                                          |                                                               | 741                                                           | 741                                                           |
| 2011                                                          | 2011                                                          |                                                               | 682                                                           | 682                                                           |
| 2021                                                          | 2021                                                          |                                                               | 623                                                           | 623                                                           |
| 2024                                                          | 2024                                                          |                                                               | 606                                                           | 606                                                           |
| Quelle(n): Statistik Austria, Gebietsstand 1.1.2021           |                                                               |                                                               |                                                               |                                                               |

## Kultur und Sehenswürdigkeiten
- Katholische Pfarrkirche St. Kathrein am Hauenstein
- Kulturhaus: Es gibt eine permanente Ausstellung zu Peter Rosegger und Sonderausstellungen.
- Peter Rosegger-Denkmal mit der Inschrift: Das ist Dein schönster Ruhm o Dichter /  Der Du so viel des Schönen schriebst. / Dass Du bei allem Ruhm ein schlichter / Getreuer Sohn der Heimat bliebst.

## Wirtschaft und Infrastruktur
Die wirtschaftliche Entwicklung des Ortes war in den Nachkriegsjahren geprägt durch das Kohlebergwerk Ratten-St. Kathrein. Nach dessen Schließung wurde in den Fremdenverkehr investiert. 1974 errichtete die Gemeinde eine Doppelsesselbahn auf das Hauereck. 1993 veranstaltete St. Kathrein gemeinsam mit den Gemeinden Birkfeld und Krieglach die Steirische Landesausstellung „Peter Rosegger“. 2003 erfolgte eine Modernisierung der Liftanlage.
Bei der Landesausstellung 1993 wurden in St. Kathrein 106.929 Besucher gezählt. Die Anzahl der Übernachtungen liegt bei 10.000 pro Jahr.

### Tourismusverband
Die Gemeinde bildet gemeinsam mit Birkfeld, Fischbach, Miesenbach, Rettenegg, Strallegg, Ratten, St. Jakob im Walde, Waldbach-Mönichwald, Wenigzell und Vorau den Tourismusverband „Joglland-Waldheimat“. Dessen Sitz ist in St. Jakob im Walde.

## Politik

### Gemeinderat
Der Gemeinderat besteht aus neun Mitgliedern und setzt sich seit der Gemeinderatswahl 2020 aus Mandaten der folgenden Parteien zusammen:
| Partei | 2020  | 2020    | 2010  | 2010    |
| Partei | %     | Mandate | %     | Mandate |
| ------ | ----- | ------- | ----- | ------- |
| ÖVP    | 82,70 | 8       | 73,39 | 7       |
| SPÖ    | 17,30 | 1       | 26,61 | 2       |

### Bürgermeister
Bürgermeister von St. Kathrein am Hauenstein ist Peter Knöbelreiter.

### Wappen
Das 1975 verliehene Wappen zeigt zur Symbolisierung des Namensteils Hauenstein einen Bergknappen auf goldenem Grund, der mit einem Bergeisen auf den Stein schlägt. Das zerbrochene Richtrad bezieht sich auf die Namenspatronin St. Katharina und deren Hinrichtung durch das Rad.

## Persönlichkeiten

### Ehrenbürger der Gemeinde
- Peter Rosegger (1843–1918), Schriftsteller
- Alois Sommer, Dechant
- Anna Rabitsch (1903–2001)

### Ehrenringträger der Gemeinde
- Franz Meierhofer, Bürgermeister a. D.
- Ewald Weghofer, Bürgermeister a. D.
- Birgit Ziegerhofer, Bürgermeisterin a. D